# Junta de Defensa de Madrid
La Junta de Defensa de Madrid va ser un organisme creat el 6 de novembre de 1936 pel Govern republicà presidit pel socialista Francisco Largo Caballero. Va estar encarregat de la defensa «costi el que costi» de la ciutat de Madrid davant la possibilitat que aquesta caigués en mans franquistes durant la Guerra Civil. La seva constitució i presidència li van ser conferides al general Miaja, autodissolguent-se el 23 d'abril de 1937.

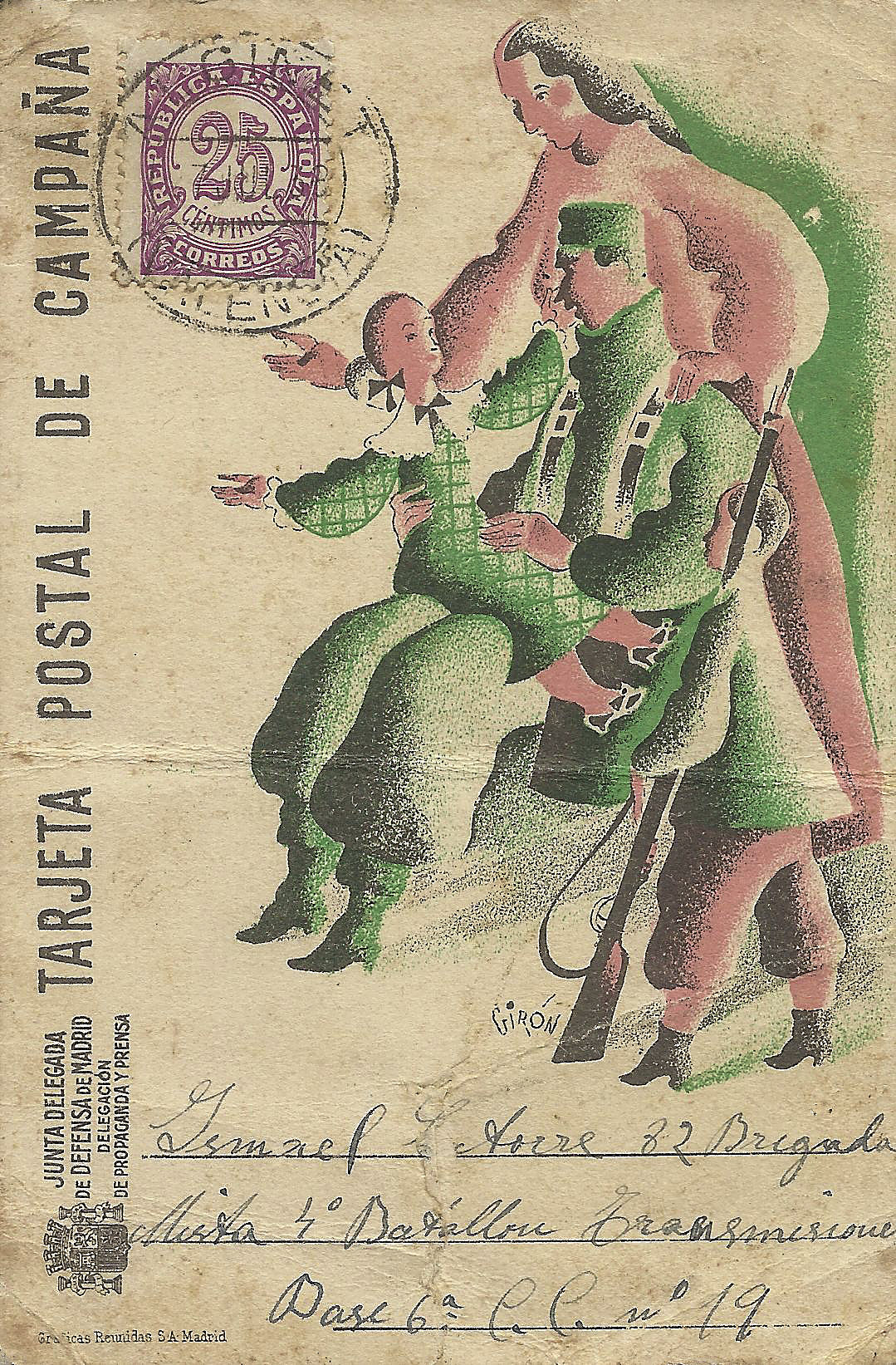
Postal de campanya, Junta de Defensa de Madrid

## Antecedents
El Consell de Ministres encapçalat per Largo Caballero havia creat mitjançant decret de 28 de setembre de 1936 un organisme homònim, encapçalat pel mateix cap del Govern i integrada per representants de les diferents formacions que donaven suport al capdavant Popular, encara que amb meres funcions consultives. No obstant això, dels representants d'aquesta, únicament dues -Francisco Caminero Rodríguez (Partit Sindicalista) i José Carreño Espanya (IR)- passarien a ser part del nou organisme plenipotenciari.

## Composició
La carta rebuda pel general José Miaja de part del Govern establia que la Junta contaria «amb representacions de tots els partits polítics que formen part del Govern i en la mateixa proporcionalitat que en aquest tenen dites partides», sense especificar, no obstant això, la manera de designació d'aquests. Finalment es va acordar que cadascun dels partits estigués representat per un titular i un suplent, quedant conformada la seva composició com segueix:
- Presidència: José Miaja Menant.
- Secretario: Fernando Frade (Partit Socialista Obrer Espanyol).
- Suplent: Máximo de Dios (PSOE).
- Guerra: Antonio Mije García (PCE).
- Suplent: Isidoro Diéguez Dueñas (PCE).
- Ordre públic: Santiago Carrillo Solares (Joventuts Socialistes Unificades).
- Suplent: José Cazorla Maure (JSU).
- Indústries de Guerra: Amor Nuño Pérez (CNT).
- Suplent: Enrique García Pérez (CNT).
- Proveiments: Pablo Yagüe Estevará (Casa del Pueblo).
- Suplent: Luis Nieto de la Fuente (Casa del Pueblo).
- Comunicacions: José Carreño España (Izquierda Republicana).
- Suplent: Gerardo Saura Mery (Izquierda Republicana).
- Finances: Enrique Jiménez González (Unió Republicana).
- Suplent: Luis Ruiz Huidobro (Unió Republicana).
- Informació i Enllaç: Mariano García Cascales (Joventuts Llibertàries).
- Suplent: Antonio Oñate (JJLL).
- Evacuació: Francisco Caminero Rodríguez (Partit Sindicalista)
- Suplent: Antonio Prexés Costa (Partit Sindicalista).

Frade i Mije van ser substituïts el dia 4 de desembre de 1936 per De Dios i Diéguez respectivament. Santiago Carrillo va cessar en el seu càrrec de conseller d'Ordre Públic el dia 24 de desembre d'aquest mateix any, sent substituït l'endemà pel seu suplent, José Cazorla.